# Copa do Mundo de Triatlo
O Copa do Mundo de Triatlo é uma competição anual de triatlo, como etapas ao redor do mundo, organizada pela International Triathlon Union (ITU). 

## História
O evento acontece desde 1991, com etapas ao longo do ano. Porém em 2008 ele foi modificado devido ao Campeonato Mundial de Triatlo também se tornar séries e não apenas um única etapa como anteriormente, desde então é uma competição secundária.

## Campeões
Campeões da Copa do Mundo até 2008
| Ano  | Masculino                                 | Feminino                |
| ---- | ----------------------------------------- | ----------------------- |
| 1991 | Leandro Macedo (BRA)                      | Karen Smyers (USA)      |
| 1992 | Andrew MacMartin (CAN) · Brad Beven (AUS) | Melissa Mantak (USA)    |
| 1993 | Brad Beven (AUS)                          | Jo-Anne Ritchie (CAN)   |
| 1994 | Brad Beven (AUS)                          | Jenny Rose (NZL)        |
| 1995 | Brad Beven (AUS)                          | Emma Carney (AUS)       |
| 1996 | Miles Stewart (AUS)                       | Emma Carney (AUS)       |
| 1997 | Chris McCormack (AUS)                     | Emma Carney (AUS)       |
| 1998 | Hamish Carter (NZL)                       | Michellie Jones (AUS)   |
| 1999 | Andrew Johns (GBR)                        | Loretta Harrop (AUS)    |
| 2000 | Dmitriy Gaag (KAZ)                        | Michellie Jones (AUS)   |
| 2001 | Chris Hill (AUS)                          | Siri Lindley (USA)      |
| 2002 | Greg Bennett (AUS)                        | Siri Lindley (USA)      |
| 2003 | Greg Bennett (AUS)                        | Barbara Lindquist (USA) |
| 2004 | Dmitriy Gaag (KAZ)                        | Anja Dittmer (GER)      |
| 2005 | Hunter Kemper (USA)                       | Annabel Luxford (AUS)   |
| 2006 | Javier Gómez (ESP)                        | Vanessa Fernandes (POR) |
| 2007 | Javier Gómez (ESP)                        | Vanessa Fernandes (POR) |
| 2008 | Javier Gómez (ESP)                        | Samantha Warriner (NZL) |